# 아산 회룡리 삼층석탑
아산 회룡리 삼층석탑은 충청남도 아산시 배방읍 회룡리에 있는 삼층석탑이다. 2006년 3월 7일 아산시의 향토문화유산 제10호로 지정되었다.

## 개요
삼층석탑 전면에 15년 전에 들어선 민가가 있기 전에는 멀리서도 삼층석탑이 보였으나 지금은 민가에 가려 보이지 않는다. 석탑의 관리는 15년 전까지 석탑 뒤편에 살던 노부부가제초와 청소를 하였으나 모두 돌아가신 후 현재는 마을 이장이 주도가 되어 1년에 한두번 7월이나 추석 즈음에 주변 제초를 하는 정도이며, 특별히 주기적인 관리는 못하고 있다. 삼층석탑은 화강석으로 조성한 기단부, 탑신부, 그리고 상륜으로 구성되어 있는데 기단이 상륜은 본래의 모습은 아닌 것으로 추정된다.탑의 전체 규모는 250㎝의 높이를 지니고 있고 이중 기단은 95㎝의 높이를, 상륜은 25㎝의 높이인데 탑신부의 경우 초층의 옥신석이 크고 이와는 상당히 낮게 결구한 것이다. 기단을 보면 하단에 지대석으로 자연석을 두고 있으며 하층의 저석으로서 방형의 화강석 1매를 15㎝ 높이에 한변 120㎝의 하층기단 저석을 이루고 있다. 그 위에 상대 중석으로서 4매의 판석을 결구하여 올리고 있는데 우주나 탱주의 표현이 없는 화강석이다. 상대의 갑석은 상하석에 아무런 장식이 없는 방형의 석판형태를 사용하는 바 한변이 105㎝의 키기이다. 탑신부는 초층의 옥신석이 50㎝의 높이를 지니고 있는 1매석으로 각 모서리에 우주를 조출하여 결구하였으며 옥개석은 낙수면의 경사가 심하나 전각의 반전이 없는 것을 좁게 4단의 층급받침을 두어 올리고 있다. 이 옥개석의 상단에는 옥신 받침이 두껍게 표현되어 있다.옥신석의 경우 2층과 3층은 높이가 10㎝ 내외로 낮은 형태이고 옥개석은 3층의 경우 층급받침이 3단만 이루어져 있다.상륜은 본래의 석탑과는 관련이 없는 것으로 보인다. 잡석형태를 두 개 올려 표현한 것인데 정확한 형태를 갖추고 있지 못하다.